# Dan Richter
Dan Richter (* 12. November 1968 in Berlin-Buch) ist ein deutscher Autor und Improvisations-Schauspieler.

## Leben
Dan Richter spielt und unterrichtet Improvisationstheater in Berlin. Er ist Mitgründer der Lesebühne „Chaussee der Enthusiasten“ und der früheren Ensembles „Die Bö“ und „Paula P.“ Seit 2000 plant und moderiert er das mitgegründete „Kantinenlesen“. Im September 2007 gründete Richter das Improvisationstheater „Foxy Freestyle“.
Dan Richter wuchs in Ost-Berlin auf. Ab 1975 besuchte Dan Richter die POS „Harro Schulze-Boysen“ in Lichtenberg, um dann 1985 für zwei Jahre auf die EOS „Max Planck“ in Berlin-Mitte zu wechseln. Ab 1990 studierte Richter Sozialwissenschaften an der Berliner Humboldt-Universität.

## Werke
- Improvisationstheater. Band 2: Schauspiel-Improvisation. Theater der Zeit, 2022, ISBN 978-3957494221
- Improvisationstheater. Band 3: Die Magie der Szene. Books on Demand, 2021, ISBN 978-3754306123
- Außer vielleicht Freundlichkeit. Gedichte. Books on Demand, 2020, ISBN 978-3752606263
- Improvisationstheater. Band 9: Impro-Shows. Books on Demand, 2019, ISBN 978-3-7494-8298-6.
- Improvisationstheater. Band 8: Gruppen, Geld und Management. Books on Demand, 2019, ISBN 978-3-7481-9247-3.
- Improvisationstheater. Band 1: Die Grundlagen. Theater der Zeit, 2018, ISBN 978-3-95749-157-2.
- Vierzehn Weisheiten für Impro-Spieler. Books on Demand, 2013, ISBN 978-3-8482-5659-4.
- Andreas Kampa, Stephan Zeisig, Dan Richter, Jochen Schmidt, Kirsten Fuchs: Chaussee der Enthusiasten. Straße ins Glück. Voland & Quist, Dresden 2009, ISBN 978-3-938424-42-1.
- Andreas Kampa, Stephan Zeisig, Dan Richter, Jochen Schmidt, Volker Strübing: Chaussee der Enthusiasten. Die schönsten Schriftsteller Berlins erzählen was. Voland & Quist, Dresden 2005, ISBN 3-7481-9247-9.

Audio-CD – Hörbuch
- Die Brustschwimmerin Sich Aber Nicht In Sie. Reptiphon, 2016.
- Wladimir Kaminer, Dan Richter, Falko Hennig, Jochen Schmidt: Asphaltpoeten. Eine Live-CD. Kein und Aber, 2001, ISBN 978-3-0369-1113-7.

Übersetzungen
- Stephen Nachmanovitch: Free Play: Kreativität geschehen lassen. O.W. Barth, 2013, ISBN 978-3-426-29216-7.